# Měnírna Zelená liška
Měnírna Zelená liška v Praze-Michli je funkcionalistická stavba trafostanice a bývalá tramvajová měnírna na adrese Hanusova 775/3b.

## Historie
Stavba měnírny se nachází v nejzápadnějším cípu pražské Michle jeden blok od Budějovické ulice v lokalitě Zelená liška, nazvané po zaniklé usedlosti a zájezdním hostinci nacházejícím se v těsném sousedství měnírny. V době výstavby měnírny nesla současná Hanusova ulice název Kostelní, neboť vedla k michelskému kostelu Narození Panny Marie. Tato ulice byla přeťata Severojižní magistrálou a ve své východní větvi dnes nese název Baarova.
Budova tramvajové měnírny byla postavena roku 1929 a opatřena elektrotechnickým zařízením podle plánu Václava Běšínského (1884 Nová Ves u Loun – 1947 Praha). Stavba byla provedena ve funkcionalistickém stylu za účelem trafostanice, rozvodny a měnírny. Na jihozápadní straně se původně tyčily dvě věže. Během 30. let kapacita stanice přestala stačit, a tak byla budova roku 1937 podle plánu Jindřicha Pollerta rozšířena. Stanice byla vybavena dvojicí rotačních měničů a šesti transformátory. Prosklené průčelí budovy vystavěné roku 1937 je orientováno dovnitř do zahrady blízké Michelské vodárenské věže.
29. května 1930 byla uvedena do provozu tramvajová trať Pražského povstání/Vozovna Pankrác (tehdy Soudní náměstí, dnes náměstí Hrdinů) – Kačerov, vedená odsud ve stopě dnešní Severojižní magistrály (ulice 5. května, tehdy ulice U pankrácké vozovny) až po křižovatku ulic Na Pankráci, Na Strži a Budějovická, následně vedená po Budějovické ulici (silnici) kolem tehdy vznikajícího (1930-38) funkcionalistického sídliště Zelená liška. Trať se na Budějovickém náměstí (v místě dnešního severního vstupu do metra Budějovická) dělila do dvou větví: první vedoucí Jihlavskou ulicí do obratiště v lokalitě U smyčky ve stopě současné Severojižní magistrály severně od výstupu stanice metra Kačerov; druhá vedoucí ulicí Antala Staška (tehdy U krčské vodárny II.) s úvraťovým ukončením na křižovatce s ulicí Na strži blízko usedlosti Ryšánky.
Tramvajová trať byla v úseku za Budějovickým náměstím zrušena 19. října 1970 pro souběh se Severojižní magistrálou, posléze 9. května 1974 od Vozovny Pankrác k Budějovickému náměstí pro nahrazení nově vybudovaným metrem C. Po trati zůstaly na Budějovické ulici na další desetiletí zřetelné střední pásy využívané dosud zčásti pro parkování automobilů. Takto pozbyla rozvodna své funkce tramvajové měnírny.
Stavba s pozemkem je ve vlastnictví PREdistribuce, a.s. Navzdory své nesporné architektonické hodnotě i charakteru industriálního dědictví není vedena jako kulturní památka.
Pamětní deska umístěná u vchodu do měnírny upomíná Antonína Kopáčka, který zde padl během květnových bojů roku 1945.

## Galerie
- pohled od západu
- pohled od jihovýchodu
- pamětní deska Antonína Kopáčka
- pohled od východu